# Asunción Molinos Gordo
Asunción Molins Gordo (nascuda a Aranda de Duero, Burgos, Espanya el 1979) és una artista conceptual i investigadora cultural espanyola.
La seva obra artística es centra en l'estudi de les cultures rurals i pageses des d'una perspectiva internacional. Els temes que travessen els seus treballs inclouen els mercats financers de cereal, la regulació burocràtica del territori, l'ús de la biotecnologia en els aliments, la transformació laboral de la pagesia, l'èxode rural i l'arquitectura transhumant. Actualment viu i treballa entre Madrid i el Caire.

## Biografia
Nascuda en el si d'una família d'agricultors de la conca del riu Duero. Els primers anys de la seva vida transcorren al poble de Guzmán, on coneix de primera mà les conseqüències de la Revolución Verde, la industrialització de l'agricultura i mecanització dels treballs agraris. Durant la seva infantesa és testimoni directe de l'èxode rural, la qual cosa fa que des de jove desenvolupi una forta consciència de pertànyer a una cultura interrompuda i en vies d'extinció.
Amb 16 anys es trasllada a la ciutat de Madrid, on entra en contacte per primera vegada amb l'art contemporani i té accés a museus d'art i sales d'exposicions.
Es llicencia a la Facultat de Belles Arts de la Universidad Complutense de Madrid el 2003, on també va realitzar el màster en Teoria i Pràctica de les Arts Plàstiques Contemporànies el 2006. Es forma en Antropologia cultural a l'UNED durant els anys 2007, 2008 i 2009, al mateix temps que treballa per a l'empresa de producció d'art i recuperació de patrimoni cultural Factum Arte.
De la mà de l'artista egípcio-libanesa Lara Baladi arriba a Egipte el febrer del 2010. Amb el suport de The Townhouse Gallery, es trasllada a la ciutat del Caire, la qual cosa suposa un punt d'inflexió ja que té l'oportunitat de dedicar-se en exclusiva a la recerca continuada sobre la cultura pagesa egípcia, una de les més antigues i riques del món. En les seves perquisicions té la sort de coincidir amb el geògraf tunisià Habib Ayeb, a través de qui coneix el treball de la Via Campesina i la seva lluita per la Sobirania alimentària.
El resultat de la seva recerca es tradueix en el seu projecte WAM (World Agriculture Museum o ‘Museu Agrícola Mundial’) el tancament del qual estava programat per al 25 de gener del 2011, moment en què esclata la Revolució egipcia.

## Trajectòria artística
En la seva pràctica artística Asunción Molinos Gordo s'ajuda en gran manera de la teoria decolonial per a entendre les relacions camp-ciutat i esbrossar les formes de dominació directa, política, social i intel·lectual que estableix l'urbà sobre el rural.
El seu treball està fortament influït per disciplines com l'antropologia, la sociologia i els estudis culturals a través dels quals ha après a qüestionar les categories que defineixen 'innovació', 'progrés' i 'desenvolupament'.
Portada per un fort desig de compartir la riquesa de la cultura pagesa, utilitza la instal·lació, la fotografia, el vídeo, i altres mitjans per a augmentar els espais de visibilització de la producció cultural de les societats rurals i destruir els límits que la mantenen invisible i marginada.
Des de 2004 ha fet diferents exposicions individuals destacant:
- IN TRANSIT: Botany of a Journey, Jameel Arts Centr, 2020 Artist Garden Commission a Dubái, Unió dels Emirats Àrabs.[2]
- Accumulation by Dispossession, Delfina Foundation, 2019 The Politics of Food, Londres, Regne Unit.[3]
- Hambre, Un Objeto Hecho por el Hombre, MAZ Museu d'Art Zapopan, 2017. Jalisco, Mèxic
- Description de L’Égypte. 2017Travesía Cuatro, Madrid, Espanya[4]

I a partir de 2011 ha participat en exposicions col·lectives com:
- 2020: Desorientalismos. Centre Andalús d'Art Contemporani, Sevilla, Espanya
- 2019: De Campesino a Campesino. XIII Bienal de La Habana, La Construcción de lo Posible, La Habana Cuba
- 2019: Food, bigger that the plate. V&A Museum, Londres, Regne Unit
- 2018: Submerged, on rivers and their interrupted flow. Contemporary Image Collective (CIC), ElCairo, Egipte
- 2017: Forms of Action, CCA-Glasgow, Glasgow, Escòcia, Regne Unit
- 2016: Let Us Cultivate Our Garden. Cappadox Festival, Let Us Cultivate Our Garden, Uchisar, Turquia
- 2016: The Empire Remains Shop, ERS, London, Regne Unit
- 2015: Primary Sector, MUSAC, Lleó, Espanya
- 2014: The Politics of Food, Delfina Foundation, Londres, Regne Unit
- 2013: Hiwar, Conversation in Amman, Darat al Funun, Amman, Jordània
- 2011: The Museum Xou, ARNOLFINI, Bristol, Regne Unit

## Premis i reconeixements
El 2010 guanya la beca de Producció de l'Ambaixada d'Espanya al Caire que li permet conèixer la realitat agrícola d'Egipte.
Alguns dels premis aconseguits per l'artista són:
- 2019: Premio ARCO Comunitad de Madrid, ARCO, Madrid, Espanya[5]
- 2015: Premi Biennal de Sharjah. Sharjah, EAU
- 2012: Primer Premio, Caja Madrid Art Award, Generaciones 2013, Madrid, Espanya

## Residències
- 2018: Contemporary Image Collective CIC, el Caire, Egipte
- 2018: Wonder/Wander, Spring Sessions, Jordània
- 2018: CCA Glasgow, Glasgow, Escòcia, Regne Unit
- 2018: Nieuw Dakota], Amsterdam, Països Baixos
- 2017: PAOS Museo Taller José Clemente Orozco, Guadalajara, Mèxic
- 2017: Nieuw Dakota, Amsterdam, Països Baixos
- 2016: SSW Scottish Sculpture Workshop, Lumsden, Escòcia, Regne Unit
- 2016: Meetfactory, Prague, República Txeca
- 2015: El Ranchito. Matadero Madrid, Madrid, Espanya
- 2014: The Politics of Food, Delfina Foundation, Londres, Regne Unit
- 2013: Darat Al Funun, Amman, Jordània
- 2012: Camp Endins - Inland. Interregional, Espanya
- 2011: Nau Coclea Art Centre, Camallera, Girona, Espanya
- 2010: The Townhouse Gallery, el Caire, Egipte

## Conferències i tallers
- 2019:Escuelaboratorio 2019: Arte, comunidad y territorio, Entretantos, Sedano, Burgos, Espanya
- 2019: What is in a name?. Art_Catalyst, Londres, Regne Unit
- 2018: Oficina de arqueología imaginaria, La Casa Encendida, Madrid, Espanya
- 2017: Post Food, Stoa gallery, Hèlsinki, Finlàndia
- 2016: Cultural Sovereignty, CCA-Glasgow, Glasgow, Scotland, Regne Unit
- 2016: Socially Engaged Art Practices, CCA-Glasgow, Glasgow, Escòcia, Regne Unit
- 2016: Cultural Sovereignty, MPDL, Donostia/Sant Sebastià, Espanya
- 2015: Peasant Thinking, Spring Sessions, Amman, Jordània
- 2015: Rural in action, Vessel, Bari, Itàlia
- 2014: IAIA Awards Jury member, Qattan Foundation, Ramallah, Palestina
- 2014: On Museums, Moscow Curatorial Summer School. V-A-C Foundation, Moscou, Rússia
- 2014: The Culinary Turn Symposium. SOAS (School of Oriental & African Studies) University of London, Londres, Regne Unit[6]
- 2014: World Agriculture Museum lecture. Casa Árabe, Madrid, Espanya
- 2013: Camera, as a tool for social interaction. CIC (Contemporary Image Collective) el Caire, Egipte